# Leichtlehm
Leichtlehm ist ein Baustoff aus Baulehm und leichten organischen oder mineralischen Zuschlagstoffen. 

## Zusammensetzung und Eigenschaften
Der Lehmanteil soll mindestens 30 % betragen, die Rohdichte kann zwischen 400 und 1.200 kg/m³ liegen. Zumeist werden Leichtlehme jedoch in Rohdichten von 600 – 800 kg/m³ hergestellt. Damit liegen sie in der gleichen Gewichtsklasse wie Porenziegel oder Gasbeton. 
Organische Zuschläge können beispielsweise Strohhäcksel, Hackschnitzel, Hobelspäne, Sägemehl, Hanffasern (Hanf-Leichtlehm) oder -schäben oder auch Korkgranulat sein. Die Stoffe dürfen nicht feuchtigkeitsempfindlich sein. Als mineralische Zuschläge eignen sich natürliche oder künstliche Gesteine mit einem hohen Porengehalt. Blähton, Blähschiefer, Blähglas, Perlite oder Bims sind Beispiele für mineralische Leichtzuschläge. 
Reiner Lehm wird nach DIN 4102 (Brandverhalten von Baustoffen und Bauteilen) als „nicht brennbar“ eingestuft. Mit mineralischen Zuschlägen bleibt der Leichtlehm – da es ein Gemisch aus zwei nicht brennbaren Stoffen ist – nicht brennbar. Weil die organischen Zuschläge brennbar sind, wird der Leichtlehm im Fall einer solchen Beimischung abhängig von Art und Menge des Zuschlages als „schwer entflammbar“ (B1 oder B2 nach DIN 4102) eingestuft.
Die wärmedämmenden Eigenschaften von Leichtlehm sind vergleichbar mit denen von Ziegeln mit gleichem Rohgewicht. Seine Wärmeleitfähigkeit liegt bei ca. 0,25 – 0,45 W/K m.

## Herstellung und Verarbeitung
Aus Lehm, evtl. Sand und Wasser wird eine Schlämme oder ein Brei hergestellt und die Zuschläge werden übergossen, eingetaucht oder mit dem Lehm in einem Zwangsmischer vermischt. Dann wird der Leichtlehm in eine Schalung oder Form eingebracht und trocknet dort. Da selten stark verdichtet wird und auch meist keine sichtbare Oberfläche gefordert ist, sind die Anforderungen an Stabilität und Oberflächengüte der Schalung nicht hoch. Bretter oder Schaltafeln sind genauso möglich wie eine „verlorene Schalung“ aus Schilfrohrmatten. Geschlossene Schalelemente müssen zur völligen Trocknung des Bauteiles entfernt werden – die verlorene Schalung verbleibt im Bauteil und wird z. B. überputzt (daher die Bezeichnung „verloren“).
Das Material kann entweder auf der Baustelle „nass“ verarbeitet werden oder es werden im Werk vorgefertigte Bauteile „trocken“ verwendet. Bei den vorgefertigten Bauteilen aus Leichtlehm gibt es unterschiedliche Formate: neben den üblichen Steinformaten (3 DF – 12 DF) werden auch Platten, bis hin zu raumhohen Wandelementen, teilweise mit Holzrahmen hergestellt.
Es können aus Leichtlehm sowohl nicht tragende (z. B. Ausfachung einer Fachwerkwand) als auch tragende Bauteile errichtet werden.